# Julian Braun (cyclisme)
Pour le joueur spécialiste de Blackjack, voir Julian Braun.
Julian Braun, né le 27 septembre 1995 à Altenkirchen, est un coureur cycliste allemand.

## Palmarès
- 2015
  - 2e du Chrono des Nations espoirs
- 2016
  - 2e du championnat d'Allemagne du contre-la-montre par équipes
- 2017
  -  Champion d'Allemagne du contre-la-montre par équipes
  - 3e du championnat d'Allemagne du contre-la-montre espoirs
- 2021
  -  Champion d'Allemagne du contre-la-montre par équipes

## Classements mondiaux
| Année                                 | 2016  | 2017  | 2018  | 2019  | 2020 | 2021  |
| ------------------------------------- | ----- | ----- | ----- | ----- | ---- | ----- |
| Classement mondial                    | 1902e | 1795e | 1469e | 1319e | nc   | 2123e |
| UCI Europe Tour                       | 1263e | 1203e | 930e  | 909e  | nc   | 1441e |
|                                       |       |       |       |       |      |       |
| Légende : nc = non classéSource : UCI |       |       |       |       |      |       |